# Россіхін Василь Васильович
Россіхін Василь Васильович (нар. 29 квітня 1979, м. Харків, УРСР) — український науковець, правозахисник, громадський та державний діяч. Проректор з інноваційно-корпоративної роботи та адміністрування Харківського національного університету радіоелектроніки. Доктор юридичних наук, професор. Академік Європейської академії природничих наук. Президент наукового парку «Синергія».

## Біографія
Народився 29 квітня 1979 року у Харкові.

2001 року закінчив Інститут підготовки кадрів для органів прокуратури Національної юридичної академії України ім. Ярослава Мудрого з відзнакою. Спеціальність — правознавство, кваліфікація — юрист.
Протягом 2002–2005 років навчався в аспірантурі Національної юридичної академії України ім. Ярослава Мудрого.
У період з 2005 по 2017 рр. працював на різних викладацьких посадах кафедри історії держави і права України та зарубіжних країн Національної юридичної академії України імені Ярослава Мудрого.
Упродовж 2009–2013 років був заступником директора Інституту підготовки слідчих кадрів для МВС України Національної юридичної академії України ім. Ярослава Мудрого.
2005 році захистив дисертацію на здобуття наукового ступеня кандидата юридичних наук.
У 2016 р. за результатами публічного захисту дисертації присуджено науковий ступінь доктора юридичних наук.
З 2017 р. — проректор Харківського національного університету радіоелектроніки.
З 2018 р. — президент наукового парку «Синергія».
За вагомий особистий внесок у розвиток вітчизняної науки, зміцнення науково-технічного потенціалу України, багаторічну сумлінну працю та високий професіоналізм Указом Президента України присвоєно державну нагороду — почесне звання «Заслужений працівник освіти України».

## Наукова робота
Напрями наукових досліджень: трансформація та еволюція державного апарату, ґенеза державно-правових інститутів.
Автор понад 150 наукових і навчально-методичних робіт.
Працював експертом Державної атестаційної комісії.
У 2012 році обраний професором, а у 2013 — дійсним членом-академіком Європейської академії природничих наук та Російської академії натурознавства.
Член редакційної ради спеціалізованих фахових видань з юридичних, економічних та політичних наук і державного управління, в тому числі зарубіжних: «Економіка і право Казахстану», «Світ Закону», мультидисциплінарного наукового журналу «International Scientific and Practical Conference „World science“» (Об'єднані Арабські Емірати).
У 2014 році присуджено почесне звання Doctor Honoris Causa.
Член спеціалізованої вченої ради Д 64.051.31 у Харківському національному університеті імені В. Н. Каразіна з правом прийняття до розгляду та проведення захисту дисертацій за спеціальностями 12.00.01 «Теорія держави і права; Історія держави і права; Історія політичних і правових учень» та 12.00.02 «Конституційне право; муніципальне право».
Член спеціалізованої вченої ради Д 64.700.02 у Харківському національному університеті внутрішніх справ із правом проведення захистів дисертацій на здобуття наукового ступеня доктора (кандидата) наук зі спеціальностей: 12.00.01 — теорія та історія держави і права; історія політичних і правових учень; 12.00.03 — цивільне право і цивільний процес; сімейне право; міжнародне приватне право; 12.00.05 — трудове право; право соціального забезпечення.

## Громадська діяльність
У 2015 році виступив ініціатором створення та очолив Всеукраїнську громадську організацію «Права Народа», яка стала найчисельнішим правозахисним інститутом громадянського суспільства.
З грудня 2015 р. зайняв активну позицію спротиву рейдерських захоплень вищих навчальних закладів України.
Взяв під особистий громадський контроль ситуацію у провідних національних університетах в частині дотримання трудових прав працівників. Особисто представляв інтереси незаконно звільнених керівників низки університетів в судах України, в підсумку чого накази про їх звільнення були визнані судом незаконними, а звільнені керівники поновлені на роботі.
Є прихильником та ініціатором запровадження комплексної програми патріотичного правового виховання молоді.
22 березня 2017 року почав працювати у Харківському національному університеті радіоелектроніки як проректор з інноваційно-корпоративної роботи та адміністрування.

## Особисте життя
Одружений, виховує трьох дітей.
Дружина: Россіхіна Галина Володимирівна — український науковець в галузі юридичної науки, професор кафедри загально-правових дисциплін Харківського національного університету імені В. Н. Каразіна, доктор юридичних наук. Фундатор власної школи вітчизняного фінансового права. Член низки редакційних колегій фахових видань з юридичних наук.
Є Головою правової комісії народної команди «Металіст-1925».

## Нагороди та премії
За багаторічну сумлінну працю нагороджений відомчими відзнаками та подяками МВС України, органів місцевого самоврядування, громадських організацій та церкви.